# Portada/article març 16
Les terres descobertes per Colom foren anomenades inicialment Índies Occidentals o Nou Món, fins a l'aparició, l'any 1507, del mapa de Martin Waldseemüller i Matthias Ringmann del taller cartogràfic de Saint-Dié, on es passen a anomenar Amèrica en honor d'Amerigo Vespucci.

## Cristòfor Colom
Cristòfor Colom (1436/1451-Valladolid, 1506) fou un navegant, cartògraf, almirall, virrei i governador general de les Índies al servei dels Reis Catòlics, conegut internacionalment amb el cognom llatinitzat de Columbus. Va explorar les terres del Carib, amb les quals va establir les rutes marítimes i va obrir el camí a la colonització americana.
Les terres descobertes per Colom foren anomenades inicialment Índies Occidentals o Nou Món, fins a l'aparició, l'any 1507, del mapa de Martin Waldseemüller i Matthias Ringmann del taller cartogràfic de Saint-Dié, on es passen a anomenar Amèrica en honor d'Amerigo Vespucci.
Tot i que possiblement no va ser el primer explorador europeu d'Amèrica, Colom va ser qui va descobrir un nou continent per a Europa i la història, en ser el primer navegant capaç de traçar una ruta d'anada i tornada aprofitant els corrents marins de l'Atlàntic, obrint d'aquesta manera un Nou Món per a explorar, i explotar, als vells regnes europeus.